# Swamibagh
Swamibagh è una suddivisione dell'India, classificata come nagar panchayat, di 1.909 abitanti, situata nel distretto di Agra, nello stato federato dell'Uttar Pradesh. 